# Армуталан
Армуталан е град в област Мармарис, провинция Мугла, Турция. Градът се намира на 49 километра от град Мугла. Към 2011 г. населението му е 17 365 души. Армуталан е превърнат в град през 1987 година, тъй като представлява важен туристически център заради голямата си близост до Мармарис.
|  | Тази страница частично или изцяло представлява превод на страницата Armutalan в Уикипедия на английски. Оригиналният текст, както и този превод, са защитени от Лиценза „Криейтив Комънс – Признание – Споделяне на споделеното“, а за съдържание, създадено преди юни 2009 година – от Лиценза за свободна документация на ГНУ. Прегледайте историята на редакциите на оригиналната страница, както и на преводната страница, за да видите списъка на съавторите. ВАЖНО: Този шаблон се отнася единствено до авторските права върху съдържанието на статията. Добавянето му не отменя изискването да се посочват конкретни източници на твърденията, които да бъдат благонадеждни. |